# Cascada Pruncea
Cascada Pruncea se află în județul Buzău, pe râul Cașoca. Este o cascadă de mici dimensiuni, 5-6 metri cădere, dar impresionează prin zona ascunsă în care este poziționată.
Peretele din partea stângă a cascadei are o deschizătură ce era folosită drept ascunzătoare pentru haiducii locali din vremea lui Tudor Vladimirescu. Pentru a ajunge la ea, trebuie părăsit DN10 Buzău-Brașov spre localitatea Cașoca, aproape de ieşirea din localitatea Lunca Jariştei.